# James B. Howell

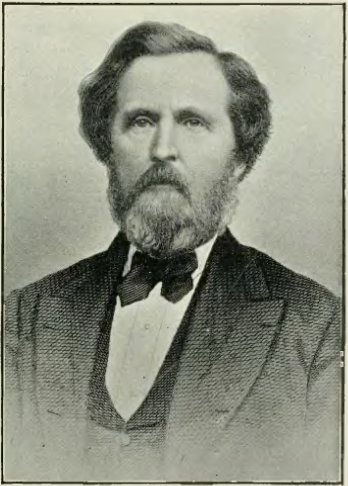
James B. Howell

James Bruen Howell, född 4 juli 1816 i Morris County, New Jersey, död 17 juni 1880 i Keokuk, Iowa, var en amerikansk republikansk politiker. Han representerade Iowa i USA:s senat 1870-1871.
Howell gick i skola i Ohio. Han utexaminerades 1839 från Miami University i Oxford, Ohio. Han studerade sedan juridik och inledde sin karriär som advokat i Newark, Ohio.
Howell flyttade 1841 till Iowaterritoriet. Han ägde en tidning i Keosauqua som han 1849 började att ge ut i Keokuk i stället. Han var postmästare i Keokuk 1861-1866.
Senator James W. Grimes avgick 1869 av hälsoskäl. Howell tillträdde 18 januari 1870 som senator för Iowa. Han kandiderade inte till omval och efterträddes följande år som senator av George G. Wright.
Howells grav finns på Oakland Cemetery i Keokuk.